# Villa del Sole
La Villa del Sole es una residencia histórica de la ciudad de San Remo en Italia.

## Historia
El palacete fue construido en 1898 según el proyecto del arquitecto Pio Soli, quien se inspiró en modelos decorativos ya presentes en otras residencias de la ciudad como la Villa Mi Sol y la Villa Bevilacqua Marsaglia, y también en las obras en la Riviera del arquitecto francés Charles Garnier.
La residencia perteneció durante muchos años al duque Pietro d'Acquarone, ministro de la Real Casa desde el 1939 hasta el 1944. La reina Elena visitó ocasionalmente la propiedad durante sus estancias en San Remo.

## Descripción
El edificio presenta un estilo Segundo Imperio.

## Enlaces externons
- Esta obra contiene una traducción  derivada de «Villa del Sole» de Wikipedia en italiano, publicada por sus editores bajo la Licencia de documentación libre de GNU y la Licencia Creative Commons Atribución-CompartirIgual 4.0 Internacional.
- Wikimedia Commons alberga una categoría multimedia sobre Villa del Sole.

- Datos: Q90141873
- Multimedia: Villa del Sole / Q90141873